# Maca (Pflanze)

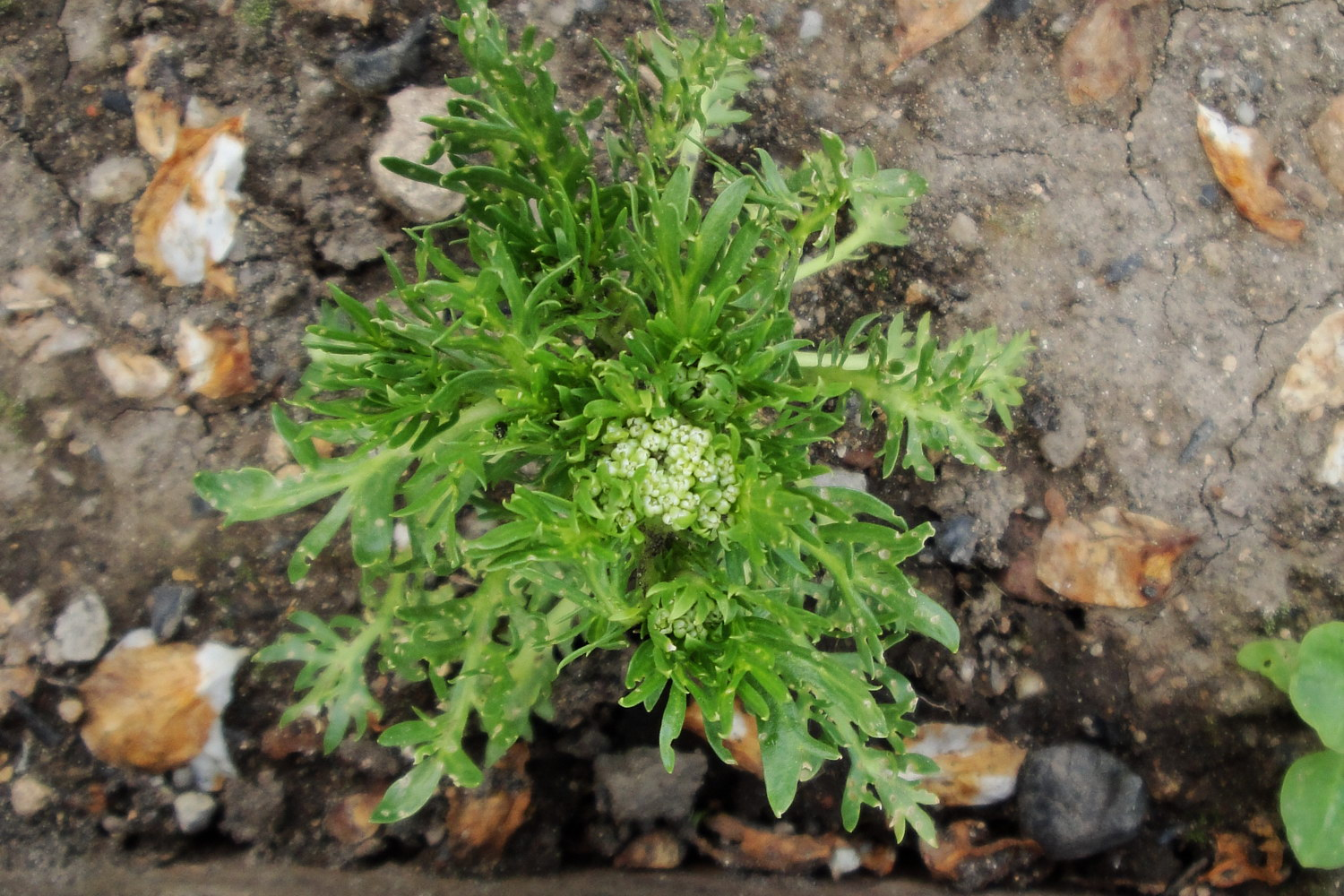
Lepidium meyenii Blätter und Blüten

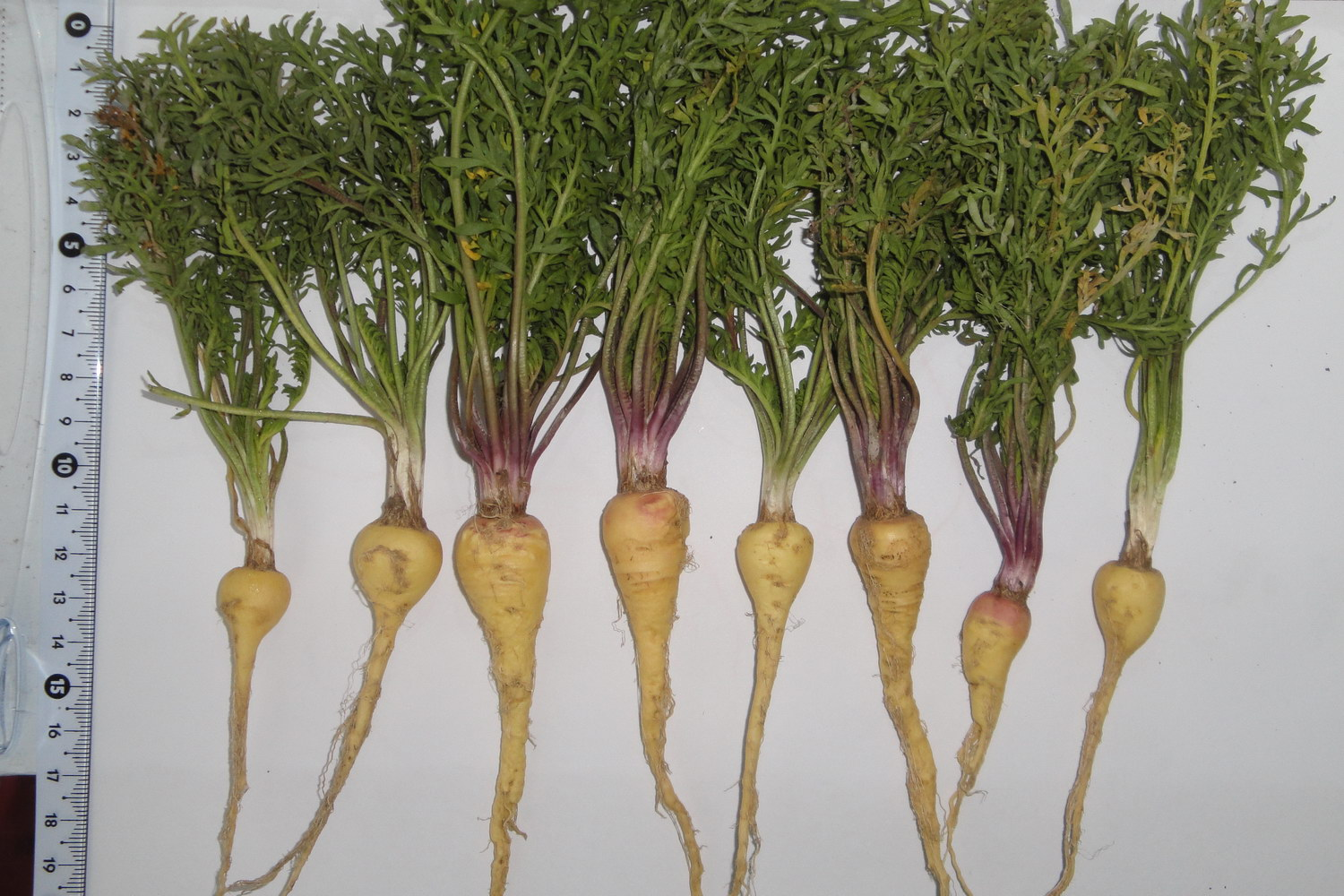
Lepidium meyenii

Die Maca-Pflanze oder Peru-Ginseng (Lepidium meyenii, Syn.: Lepidium peruvianum) gehört zur Gattung der Kressen (Lepidium) in der Familie der Kreuzblütengewächse (Brassicaceae). Sie ist in den peruanischen Regionen Moquegua sowie Puno beheimatet. Maca wird in den oberen Höhenlagen der peruanischen Anden seit ungefähr 2000 Jahren angebaut und wird als Nahrungs- und Heilpflanze verwendet.

## Beschreibung

### Erscheinungsbild, Knolle und Blatt
Das Gewächs wächst als zwei- oder selten einjährige krautige Pflanze und erreicht Wuchshöhen von nur etwa 20 Zentimetern. Wohl als Anpassung an starken Wind wächst sie in flachen Matten.
Als Speicherorgane werden rübenförmige Hypokotyl-Knollen gebildet, die bei einer Länge von 2 bis 5 oder 10 bis 14 Zentimetern und einem Durchmesser von 3 bis 5 Zentimetern birnenförmig sind und viel Wasser enthalten. Die Farben (weiß, gelb, rosafarben bis rot) und auch andere Merkmale der Maca-Sorten unterscheiden sich.
Die bis zu zwanzig liegenden verkehrt-eilanzettlichen Laubblätter, mit bis zu 20 cm langen Stielen, entspringen rosettig an der Wurzel. Die Blätter sind doppelt fiederschnittig und ein bisschen leierförmig, mit fleischigen Fiedern.

### Blütenstand und Blüte
Die rispigen Gesamtblütenstände erscheinen zuerst im Zentrum der Rosette und später dann an den generativen Trieben mit reduzierten, gelappten Blättern und sind aus 1 bis 2, selten bis zu 5 Zentimetern langen traubigen Teilblütenständen zusammengesetzt. Ein generativer Trieb kann bis zu 1000 Blüten aufweisen. Die ersten Blüten können aber auch einzeln an der Rhachis erscheinen. Die kurz gestielten, zwittrigen Blüten sind radiärsymmetrisch und vierzählig. Die vier grünen, konkaven Kelchblätter sind eiförmig. Die vier Kronblätter sind cremeweiß. Es erfolgt Selbstbefruchtung. Es sind nur zwei bis drei fertile Staubblätter vorhanden und mehrere Staminodien. Die gelben Staubbeutel öffnen sich mit einem Längsschlitz. An der Basis des oberständigen Fruchtknotens mit kurzem Griffel befinden sich vier grüne Nektarien, zwei auf jeder Seite der Staubblätter.

### Frucht und Samen
Die 4 bis 5 mm  langen und 2,5 mm breiten Schötchen öffnen sich mit zwei keilförmigen Klappen, die jeweils nur einen Samen enthalten. Die gräulichen bis orange-braunen, glatten, abgeflachten und gefurchten Samen sind bei einer Länge von 2 bis 2,5 mm eiförmig.
Die Pflanze ist sehr frostbeständig und wächst bis in eine Höhe von 4400 Meter.
Die Chromosomenzahl ist 2n = 64.

## Inhaltsstoffe
Die Maca-Knolle enthält Eiweiße, Eisen, Zink, Magnesium, Kalzium, Kohlenhydrate, Phosphor, Zucker, Stärkestoffe, Mineralstoffe und eine Reihe von Vitaminen.
Außerdem kommen verschiedene sekundäre Pflanzenstoffe in der Knolle vor. In erster Linie sind dies Senfölglykoside (Glucotropaeolin). Auch Imidazol-Alkaloide (Lepidilin), mehrfach ungesättigte Fettsäuren (Macaene), benzylierte Carbonsäureamide (Macamide) und Steroide (beispielsweise β-Sitosterol) wurden nachgewiesen.

## Anbau
Die Maca-Pflanze ist extremen klimatischen Bedingungen ausgesetzt: starke Temperaturschwankungen, kontinuierlich kräftige Winde und intensive UV-Strahlung durch die Höhenlage. Insgesamt handelt es sich bei Maca um eine robuste Pflanze mit hoher Widerstandskraft.
Der Anbau von Maca erfolgte ursprünglich in einem begrenzten Gebiet der peruanischen Anden um den Junín-See herum, in Höhenlagen zwischen 4000 und 4400 Metern. Auch heute noch wird die Pflanze in ihrem traditionellen Verbreitungsgebiet angebaut. Der vulkanische Boden hat einen hohen Gehalt an Mineralstoffen und Spurenelementen, daher kann die Pflanze in der ersten Saat ohne Dünger gepflanzt werden. Bei der zweiten Saat wird ausschließlich mit Lama- oder Schafmist gedüngt. Nachdem die zweite Saat  geerntet wurde, liegt das Feld bis zu acht Jahre brach. Wie alle Brassicaceae wird Maca von Kohlhernie befallen. Eine weite Fruchtfolge ist die einzig effektive Bekämpfung der Krankheit. Die Anbauzeit ist der peruanische Frühling (entspricht etwa dem europäischen Oktober). Geerntet wird in den Monaten Juli / August. In der chinesischen Provinz Yunnan wird Maca inzwischen industriell angebaut und verarbeitet. Lijiang ist das Zentrum des Anbaus. Rund 100.000 Menschen sind damit beschäftigt und produzierten 2014 für rund 600 Millionen € Maca-Produkte. Nach Ergebnissen der Yunnan Agriculture University in Kunming wächst die „Wunderpflanze“ optimal auf Höhen von 2800 bis 3500 m und Temperaturen von 5 bis 10 °C.

## Nutzung

### Verwendung als Nahrungsmittel
Die süßlich schmeckenden Knollen werden gegessen. Sie können langsam gebacken werden oder nach dem Trocknen gekocht und zu einem süßen, aromatischen Brei verarbeitet werden, der in Südamerika ·mazamorra genannt wird. Der Nährwert getrockneter Maca-Knollen ist hoch, vergleichbar mit dem von Mais, Reis und Weizen. Es sind 59 % Kohlenhydrate, 10,2 % Proteine, 8,5 % Faserstoffe und 2,2 % Lipide enthalten. Sie zeichnen sich aus durch einen hohen Anteil an essentiellen Aminosäuren, und der Anteil an Eisen sowie Calcium ist höher als in Kartoffeln. Maca-Knollen enthalten einen hohen Anteil an Fettsäuren, beispielsweise Linolen-, Palmitin- und Ölsäure. Sie sind reich an Sterolen und Mineralen. Die getrockneten Knollen enthalten 13 bis 16 % Proteine und sind reich an essentiellen Aminosäuren. Frische Knollen besitzen meist einen hohen Anteil an Jod sowie Eisen und auch geringe Mengen an Alkaloiden, Tanninen und Saponinen. Getrocknete Knollen speichern Inhaltsstoffe gut, beispielsweise enthalten 7 Jahre alte Knollen noch 9 bis 10 % Proteine. Getrocknete Knollen sind braun, weich und süß mit einem moschusartigen Geschmack, der mindestens zwei Jahre erhalten bleibt. Junge Blätter werden roh oder gegart gegessen. Sie besitzen einen scharfen, an Kresse erinnernden Geschmack.

### Gesundheitsbezogene Verwendung
Nahrungsergänzungsmittel, die Maca-Pulver enthalten, werden in Europa und den USA teilweise unter Angabe als natürliches Potenzmittel oder zur Steigerung der Libido und der Fruchtbarkeit vermarktet. Diese Effekte sind wissenschaftlich in aussagekräftigen Studien nicht belegt.
Die Zufuhr über handelsübliche Nahrungsergänzungsmittel liegt deutlich unter der Ernährungszufuhr der Andenbewohner. Es wird fast ausschließlich das getrocknete Knollenpulver verwendet.

## Taxonomie
Die Erstbeschreibung von Lepidium meyenii erfolgte 1843 durch Wilhelm Gerhard Walpers Synonyme für Lepidium meyenii Walp. sind: Lepidium affine Ledeb., Lepidium affine Wedd., Lepidium gelidum Wedd., Lepidium marginatum Griseb., Lepidium meyenii subsp. gelidum (Wedd.) Thell., Lepidium meyenii subsp. marginatum (Griseb.) Thell., Lepidium meyenii var. affine (Wedd.) Thell., Lepidium meyenii var. gelidum (Wedd.) Hosseus, Lepidium orbignyanum Wedd., Lepidium peruvianum G.Chacón, Lepidium weddellii J.F.Macbr., Lepidium weddellii O.E.Schulz.